# Tatra T3
T3 ist die Bezeichnung einer 2,5 m breiten Straßenbahn-Wagenbaureihe des tschechoslowakischen Herstellers ČKD Tatra. Der T3 ist eine Weiterentwicklung des Vorgängertyps Tatra T2. Zwischen 1960 und 1990 wurden insgesamt 13.991 Triebwagen und 122 Beiwagen gebaut. Damit ist der T3 nach dem sowjetischen KTM-5 einer der meistgebauten Straßenbahnwagen der Welt.

## Typen

### T3

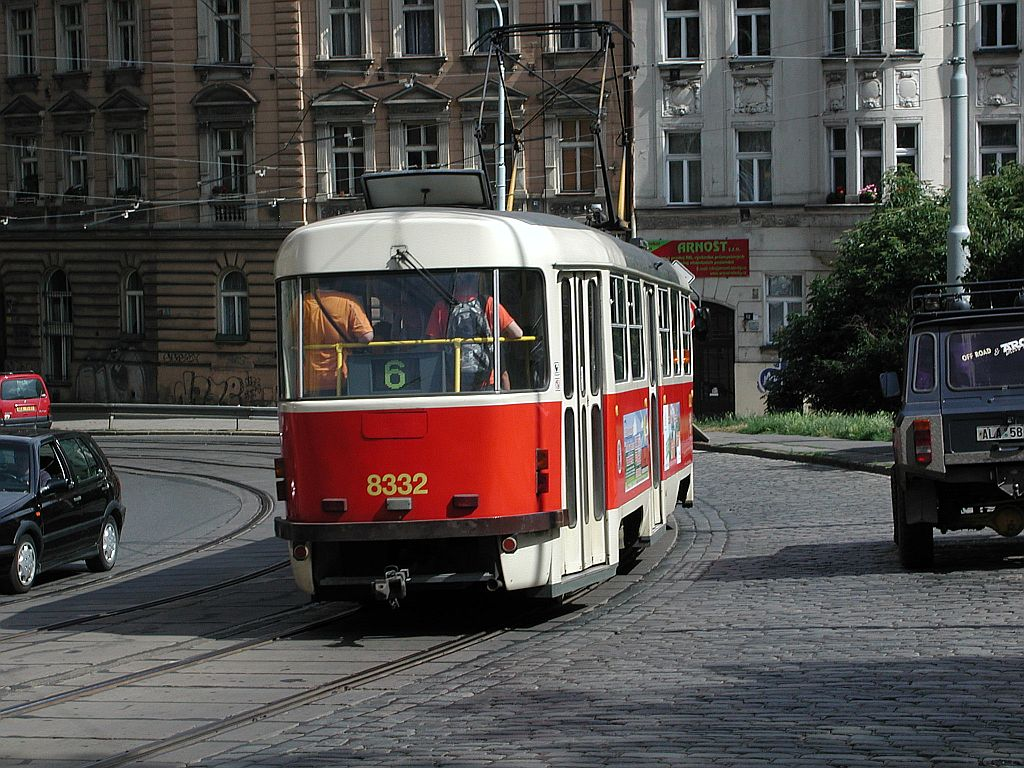
Heck eines Prager T3, Baujahr 1983

An den T3, der im Prager Tatra-Werk Smichov gefertigt wurde stellten sich folgende Anforderungen: Die Wagen sollten die gleiche Kapazität wie die Fahrzeuge des Vorgängertyps T2 besitzen, jedoch leichter sein. Hierzu wurden beispielsweise dünnere Fahrzeugwände und neu entwickelte Sitze aus Glasfaserverstärktem Kunststoff nach einem Entwurf von Miroslav Navrátil eingebaut. Der T3 wurde mit Ausnahme von Ústí nad Labem an alle damaligen Straßenbahnbetriebe der Tschechoslowakei ausgeliefert. Mit über tausend Fahrzeugen erhielt Prag die meisten Wagen. Der T3 bildet, inzwischen umfassend modernisiert, in den tschechischen Betrieben immer noch das Rückgrat. Der reguläre Betrieb der Wagen im Originalzustand endete im Jahr 1996.
Der erste T3-Prototyp mit der Nummer 6101 hat als Besonderheit eine kleinere Doppelfalttür in der Mitte, analog zum Tatra T1 und Tatra T2. Er besitzt, wie die erste Serie, außerdem noch die zweigeteilte Frontscheibe. Zudem besitzt er eine große Zielanzeige an der Front und am Heck. Bei den weiteren Prototypen wurde lediglich eine kleine schmale Zielanzeige eingebaut, bei der Serie fand nur noch eine Liniennummernanzeige Verwendung. Diese wurde auch beim Tatra K1 und beim Tatra K2 benutzt. Die kleinen schmalen Linienzielanzeigen der Prototypen wurden bei den T3D und T4D für die DDR und bei den K2 für Sarajevo weiter verwendet.

### T3SU
Ähnlich wie bei den T2SU wurden auch die ersten T3SU mit zwei anstatt mit drei Türen pro Wagen ausgeliefert. Später wurden die Wagen allerdings auch mit einer dritten Tür ausgeliefert. Die Fahrzeuge hatten eine abgetrennte Fahrerkabine und waren den Witterungsbedingungen angepasst. Insgesamt wurden 11.368 T3SU ausgeliefert, das ist weltweit die größte Stückzahl eines einheitlichen Straßenbahnwagentyps.
Der T3SU wurde ab 1963 zunächst nach Moskau und später an 33 weitere sowjetische Städte ausgeliefert.

### T3SUCS
1976 wurde die Produktion des T3 eingestellt und neuere Fahrzeugtypen gebaut. 1980 wurde mit zwei Triebwagen für die slowakische Stadt Košice eine erste Ausnahme gebildet. Ab 1985 sollte die Produktion des KT8D5 anlaufen. Da diese sich jedoch verzögerte, mussten andere Fahrzeuge her. Eine Herstellung von T3 wollte man eigentlich nicht fortführen, da man auf mehr Einnahmen durch höhere Preise setzte. So entstand der Typ T3SUCS. Er unterscheidet sich nur in einigen wenigen Details vom originalen T3. Die geschlossene Fahrerkabine wurde beibehalten, alle Fahrzeuge haben drei Türen. Traktionsbildung mit gleichen Wagen ist problemlos möglich und wird praktiziert.

### T3D

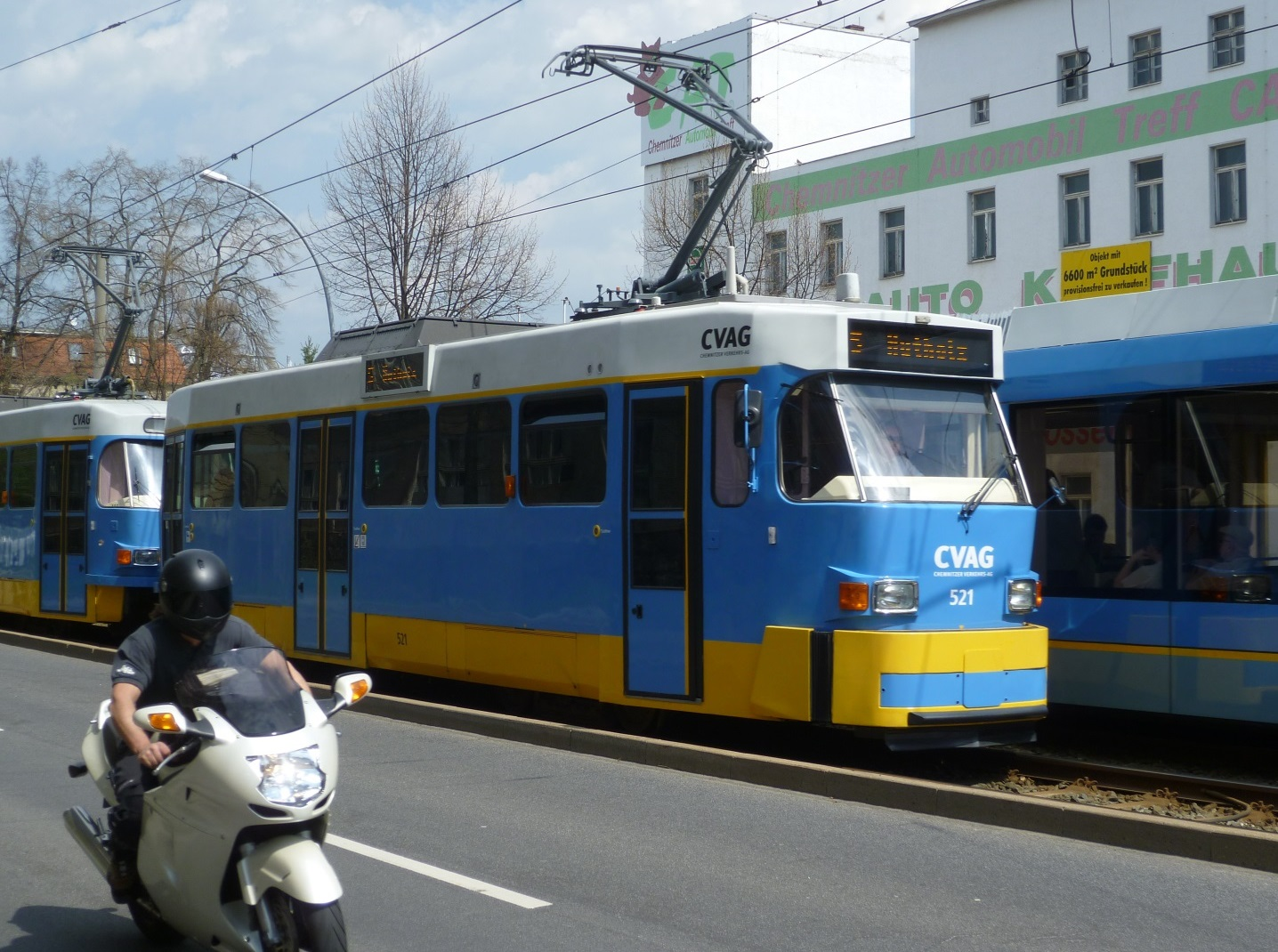
Modernisierter T3D-M in Chemnitz

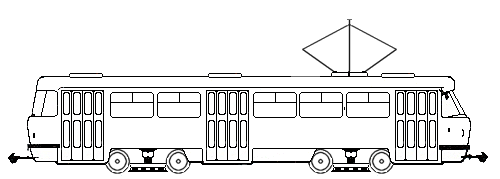
Tatra T3D

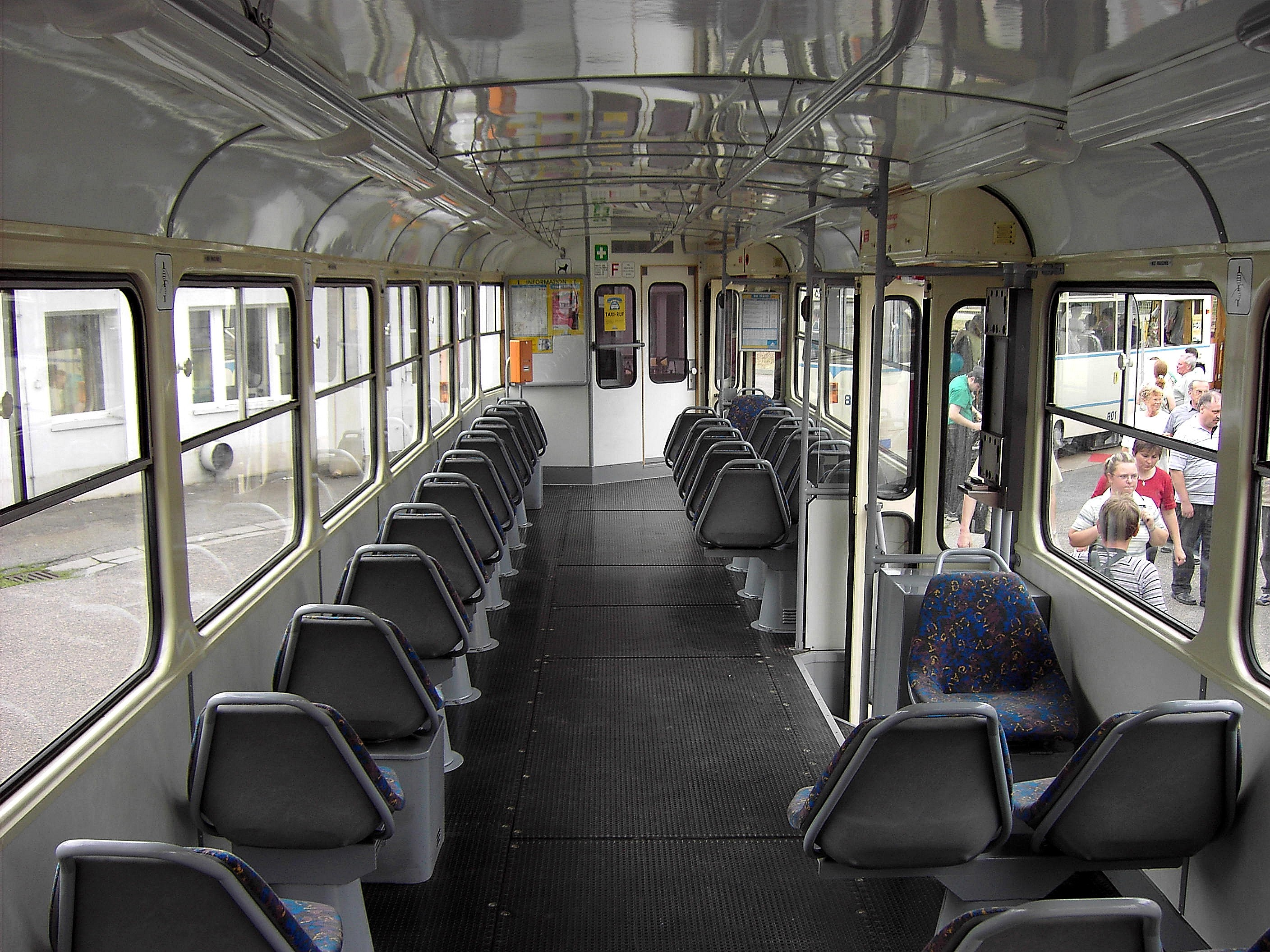
Innenraum eines T3D von 1978

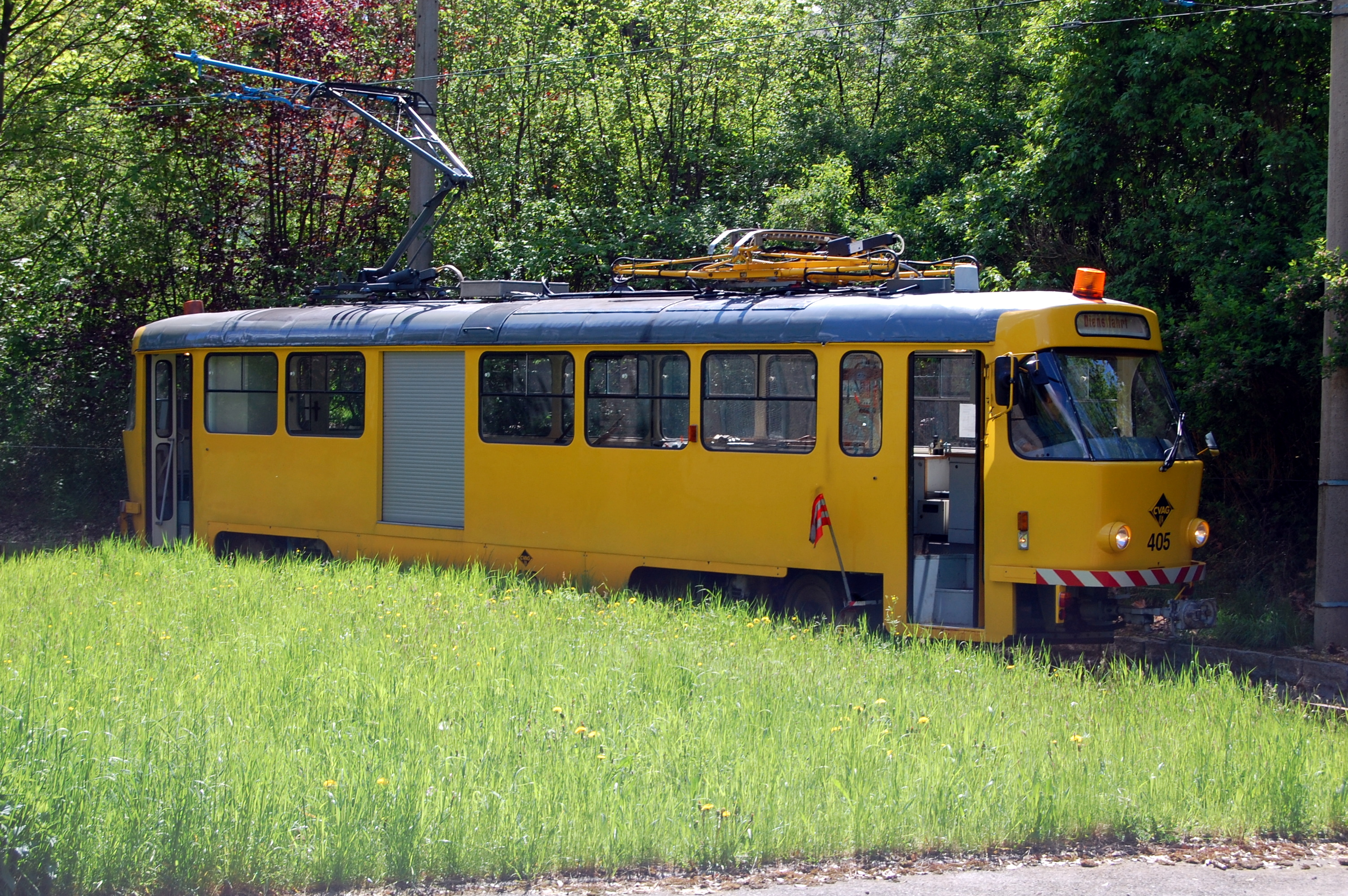
Ein zum Arbeitswagen umgebauter T3D der CVAG

In der DDR verkehrten die ersten drei T3-Probezüge aus Triebwagen und Beiwagen in den Jahren 1964 und 1965 zunächst in Dresden. Da dort der Betrieb auf Grund ihrer Breite von 2,5 Metern nur eingeschränkt möglich war, kamen die Serienfahrzeuge später nur zur Straßenbahn Schwerin und zur Straßenbahn Chemnitz. Allein für das letztgenannte Netz wurden 132 Triebwagen (1968 bis 1988) bei CKD Tatra bestellt.  Dort verkehrten sie solo oder in Traktion (Tw+Tw, Tw+Tw+Bw) beziehungsweise als Minizug aus Triebwagen und Beiwagen. Die Möglichkeit zum Beiwagenbetrieb ergab sich daraus, dass die mit den gleichen Motoren (TE 022) wie die tschechischen Original-T3 ausgestatteten Triebwagen eine für Beiwagenbetrieb geeignete elektrische Ausrüstung sowie eine andere Getriebeübersetzung erhielten, wodurch die Höchstgeschwindigkeit zwar auf 55 km/h – statt der üblichen 65 km/h – sank, andererseits jedoch die Zugkraft erhöht wurde, was das Mitführen eines Beiwagens ermöglichte. Der T3D unterschied sich optisch von den anderen T3 an der Fahrtzielanzeige und an dem Lüfter auf der linken Fahrzeugseite. Der Lüfter befand sich unter dem vierten Fenster. Bei den anderen T3 unter dem fünften Fenster.
Neben den jugoslawischen Betrieben wurden nur die deutschen Betriebe mit einem Beiwagentyp ausgestattet. Dieser wurde als B3D bezeichnet und entsprach in großen Teilen im wagenbaulichen Aufbau dem T3D.
Nach Russland verkaufte Chemnitz 1998 14 seiner T3D (Wladikawkas) sowie zwischen 2000 und 2005 über 40 (Ufa). Weitere Fahrzeuge wurden nach Almaty in Kasachstan verkauft. Der Rest des Tatra-Bestands wurde 1992/1993 von DWA Bautzen umfangreich modernisiert und von da an als T3D-M beziehungsweise B3D-M bezeichnet. Ende 2015 waren noch elf T3D-M-Züge bestehend aus jeweils zwei Triebwagen im Einsatz. Die letzten vier Großzüge aus zwei Triebwagen und einem Beiwagen verkehrten in Chemnitz bis 2010, die vier Beiwagen befinden sich weiter im Besitz der CVAG.

### T3YU
Ab 1967 bekam auch Jugoslawien den Tatra T3. Er wurde nur an die Straßenbahn Osijek und an die Straßenbahn Sarajevo geliefert. Zagreb und Belgrad bekamen den T4.
Die Wagen für Sarajevo hatten als Besonderheit den Stromabnehmer über dem hinteren Drehgestell und die schmale Linienanzeige der DDR-Fabrikate T3 und T4 (außer Wagen 121, der die große Liniennummeranzeige hatte).
Die Wagen für Osijek hatten einen Einholmstromabnehmer über den vorderen Drehgestell und entsprachen optisch dem T3 SUCS. Die vier Triebwagen 8223 bis 8226, die 1981 mit den Beiwagen 8201 bis 8204 geliefert wurden, entsprachen bis auf die Meterspurdrehgestelle weitestgehend den T3D für die DDR. (Schmale Linienanzeige und Lüfter unter dem vierten Fenster).  Bei der Lieferung sollen die Bedienelemente auf dem Führerstand sogar Deutsch angeschrieben worden sein. Diese vier Beiwagen sind die einzigen B3, die nach Jugoslawien geliefert wurden.

### T3R
Die für Rumänien hergestellten Fahrzeuge des Typs T3R waren, abgesehen von einem LHB-Protypen für Bukarest, die ersten Straßenbahnen, die das Land nach dem Zweiten Weltkrieg importierte. Aufgrund ihrer Wagenkastenbreite von 2,5 Metern entschied sich jedoch nur die Straßenbahn Galați für diesen Typ. Dorthin gingen die ersten Wagen 1971 anlässlich der Neueröffnung der ersten Normalspurstrecke, die als Neubau über ein ausreichendes Lichtraumprofil verfügte. Die Wagen unterscheiden sich von den tschechoslowakischen Fahrzeugen außerdem durch eine veränderte elektrische Ausrüstung für den Betrieb mit 750 Volt Gleichspannung. Insgesamt erhielt Galați bis 1978 50 T3R, anschließend beschaffte der Betrieb nur noch einheimische Timiș 2-Züge. Die nach Galați gelieferten T3R, sie trugen die Betriebsnummern 1–50, sind mittlerweile alle ausgemustert.
Im Gegensatz dazu beschafften die Bestandsbetriebe in Arad, Brăila, Bukarest und Iași nur den schmaleren T4R. Darüber hinaus besaß aber auch Galați keinen typenreinen Tatra-Bestand, da auch dort 20 T4R fuhren.

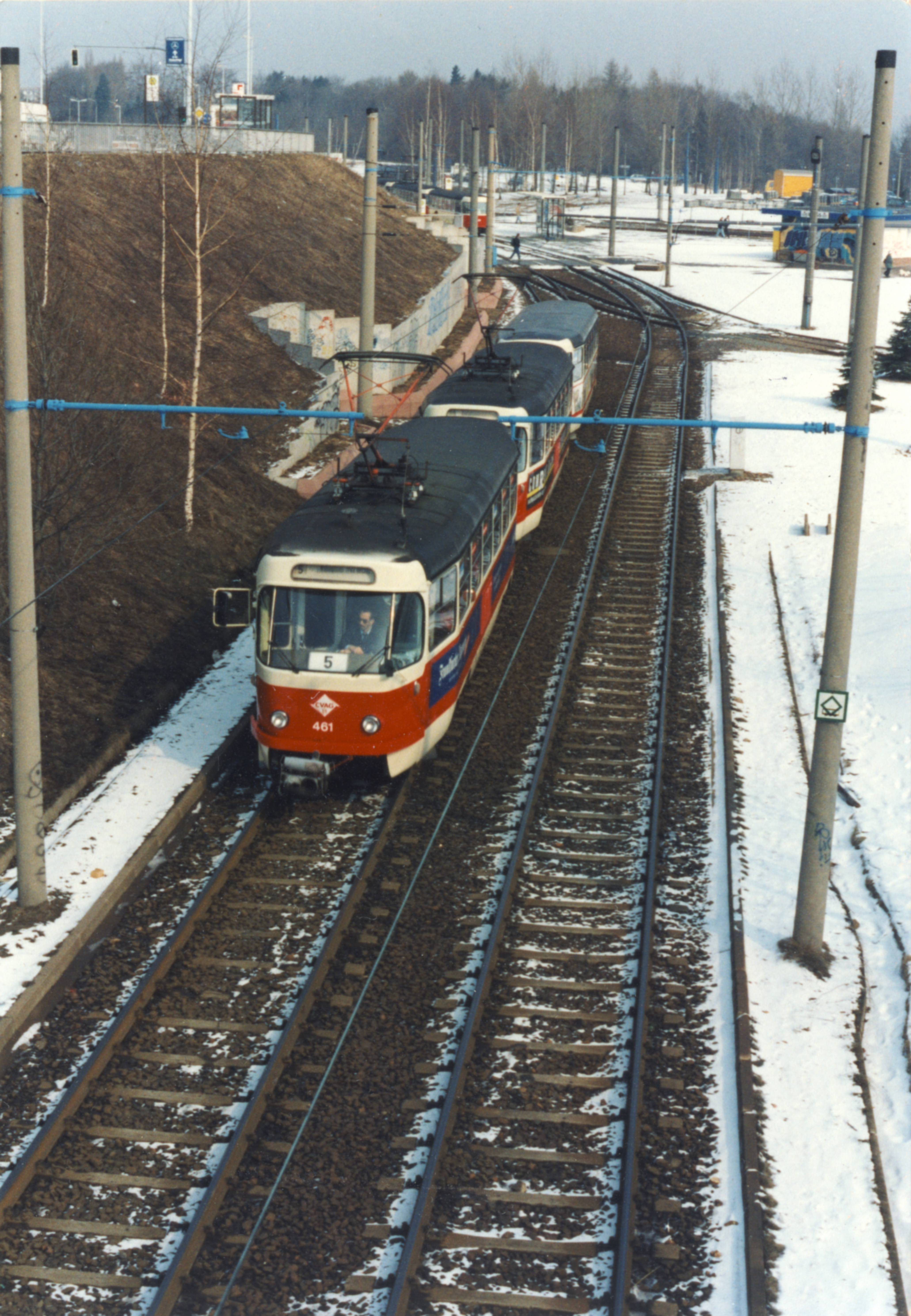
T3D-Triebwagen 461 und 462 mit Beiwagen 731 der CVAG im Chemnitzer Wohngebiet „Fritz Heckert“ (heute Hutholz).
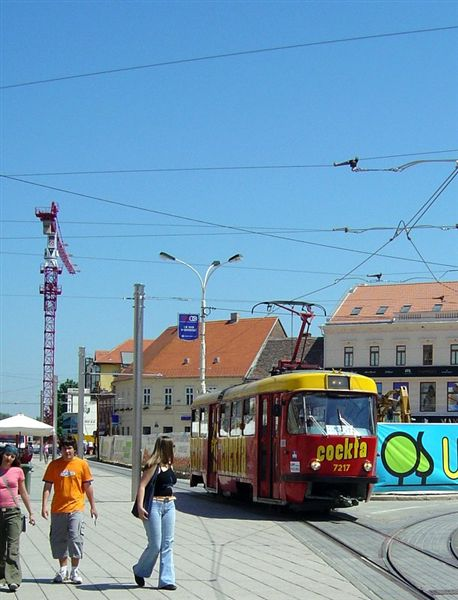
T3YU in Osijek
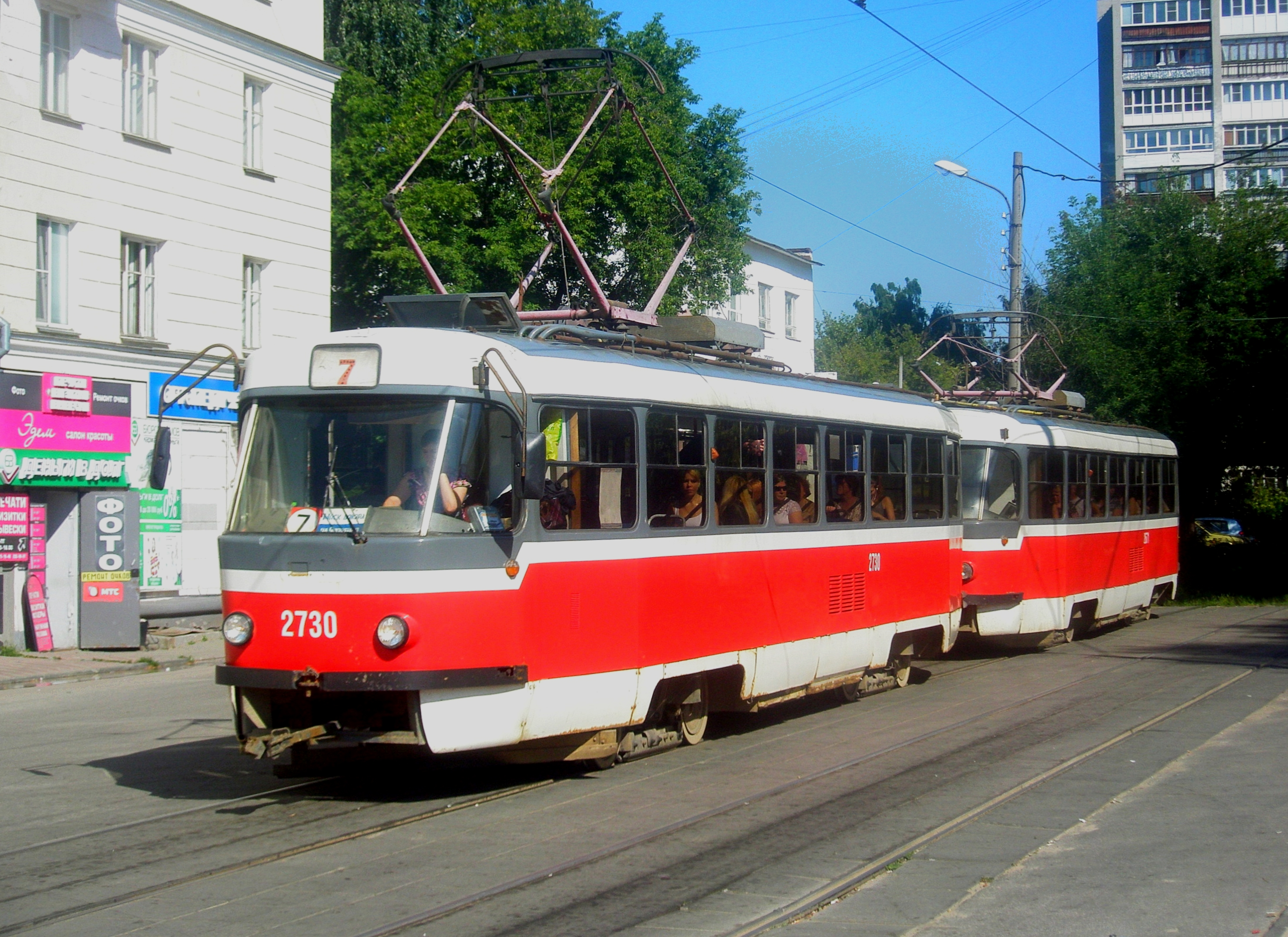
T3 in Nischni Nowgorod
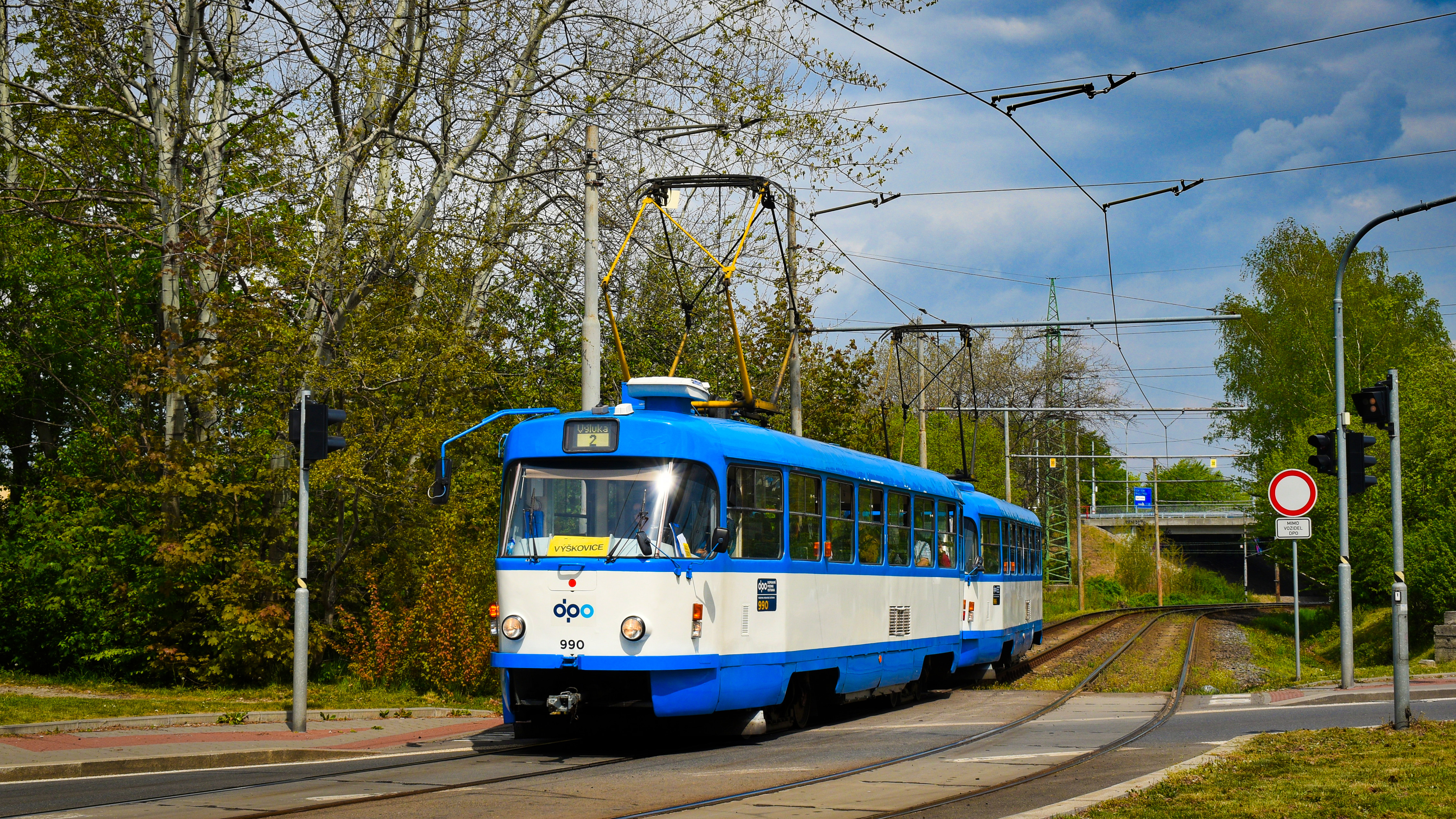
Tatra T3SUCS in Ostrava, Tschechien